# Hockey su pista ai World Skate Games
L'hockey su pista è inserito nel programma dei World Skate Games dalla prima edizione che si è svolta nel 2017.

## Edizioni
| Giochi | Anno | Sede         | Gare |
| ------ | ---- | ------------ | ---- |
| I      | 2017 | Nanchino     | 3    |
| II     | 2019 | Barcellona   | 3    |
| III    | 2022 | Buenos Aires | 3    |
| IV     | 2024 | Roma         | 3    |

## Medagliere complessivo
Aggiornato alla quarta edizione
| Posiz. | Nazione    | Oro | Argento | Bronzo | Totale |
| ------ | ---------- | --- | ------- | ------ | ------ |
| 1      | Spagna     | 7   | 2       | 1      | 10     |
| 2      | Argentina  | 3   | 5       | 3      | 11     |
| 3      | Portogallo | 2   | 4       | 2      | 8      |
| 4      | Italia     | 0   | 1       | 2      | 3      |
| 5      | Cile       | 0   | 0       | 1      | 1      |
| 5      | Germania   | 0   | 0       | 1      | 1      |
| 5      | Francia    | 0   | 0       | 1      | 1      |
| 5      | Australia  | 0   | 0       | 1      | 1      |
| Totale | Totale     | 12  | 12      | 12     | 36     |